# بنیتا ساندهو
بنیتا ساندهو (متولد ۱۹۹۸) بازیگر اهل هند و سینمای بالیوود می‌باشد. وی در نخستین نقش آفرینی خود در مقابل وارون داوان در فیلم اکتبر به کارگردانی شوجیت سرکار قرار گرفته‌است.

## زندگی‌نامه
بنیتا ساندهو متولد بریتانیا است. او تحصیلات خود را در همان‌جا و با حضور در کینگ کالج برای تحصیلات عالی گذراند. وی همچنین دارای تابعیت بریتانیا است.

## زندگی حرفه ای
ساندهو کارش را به عنوان یک مدل و برجسته در تبلیغات تلویزیونی آغاز کرد. قبل از آن نیز مشغول به کار به عنوان یک مدل در انگلستان بود. وی به همراه وارون داوان ستاره سینمای هند در فیلم اکتبر برای اولین بار نقش آفرینی کرده‌است که در ماه آوریل ۲۰۱۸ این فیلم اکران خواهد شد.

## فیلم‌شناسی
| Films that have not yet been released | نشان دهنده فیلمی که هنوز منتشر نشده‌است |

| سال  | فیلم               | نقش   | کارگردان    | یادداشت               |
| ---- | ------------------ | ----- | ----------- | --------------------- |
| ۲۰۱۶ | Ek Ajnabee Haseena | خودش  | موزیک ویدیو |                       |
| ۲۰۱۸ | اکتبر              | شیولی | شوجیت سرکار | اولین فیلم در بالیوود |